# Karel Teige
Pour les articles homonymes, voir Karel et Teige.
Né à Prague le 13 décembre 1900 et mort à Prague le 1er octobre 1951, Karel Teige est un artiste et critique tchèque qui s'est notamment intéressé à la typographie et à l'architecture. Marxiste, proche des surréalistes français (André Breton et Paul Éluard) et chef de file de l'avant-garde tchèque, notamment des groupes Devětsil (dont il est fondateur en 1920) et de Léva Fronta (Le Front de la gauche, fondé en 1929), il fut un important théoricien de l'art en Tchécoslovaquie : il rédigea ainsi le manifeste du poétisme et un manifeste du constructivisme, Le constructivisme ou la liquidation de l'art. Il fonda également la revue ReD.
À la fin des années 1920, Teige enseigne au Bauhaus la sociologie de l'architecture.
Architecte fonctionnaliste, Karel Teige s'opposa au Corbusier sur le rôle de l'architecture lors d'une polémique en 1929 et 1931. Teige publie une critique du Mundaneum du Corbusier, dans la revue Stavba en 1929. Le Corbusier y répond dans un article intitulé « Défense de l'architecture », paru dans la revue Musaïon en 1931 : il s'oppose aux conceptions mécanistes de Teige et défend une architecture où « l'utile n'est pas nécessairement le beau ».

## Œuvres
- Le constructivisme ou la liquidation de l'art, 1926 (traduction française publiée en 2009 par les Éditions Allia).
- Vers la sociologie de l'architecture (K sociologii architektury), 1930.
- Le Marché de l'art (Jarmark umění), 1936, traduction française publiée en 2000 par les Éditions Allia.
- Nejmenší byt, 1932.
- Modern Architecture in Czechoslavia and Other Writings (Texts & Documents), J P Getty Trust Pubn, 2000,  (ISBN 089236596X)
- The Minimum Dwelling, MIT Press, 2002,  (ISBN 0262201364)